# Verklista för Franz Berwald
Nedan listas verk av den svenske kompositören Franz Berwald. Förteckningen baseras främst på boken Robert Layton: Berwald (1956).

## 1. Orkesterverk

### 1.1 Symfonier
1.1.1 Symfoni A-dur, fragment (1820)

1.1.2 Sinfonie sérieuse, (1841–42)

1.1.3 Sinfonie capricieuse, (1842)

1.1.4 Sinfonie singulière, (1845)

1.1.5 Symfoni nr 4 i Ess-dur ("naïve"), (1845)

### 1.2 Uvertyrer ("Tonmålningar")
1.2.1 Slaget vid Leipzig (1828)

1.2.2 Ein humoristisches Capriccio (1841), förlorat

1.2.3 Elfenspiel (1841)

1.2.4 Ernste und heitere Grillen ("Allvarliga och muntra infall") (1842)

1.2.5 Erinnerung an die norwegischen Alpen ("Minnen från norska fjällen") (1842)

1.2.6 Bayaderen-Fest ("Bajadärfesten") (1842)

1.2.7 Wettlauf (1842)

### 1.3 Andra orkesterverk
1.3.1 Fri fantasi för stor orkester (1817), förlorat

1.3.2 Revue-marsch för militärorkester (1818)

1.3.3 Tema och variationer  för orkester över Götherna fordomsdags drucko ur horn (1819), förlorat

1.3.4 Polonäs för stor orkester, komp. till minnet av Karl XIV Johans 25-åriga regentjubileum (1843)

### 1.4 Konserter
1.4.1 Tema och variationer (över Air varié av Pierre Rode) för violin och orkester i B-dur (1816)

1.4.2 Konsert för 2 violiner och orkester (1817)

1.4.3 Violinkonsert i ciss-moll (1820)

1.4.4 Fagottkonsert (Konzertstück) (1827)

1.4.5 Pianokonsert i D-dur (1855)

## 2. Kammarmusik

### 2.1 Kammarmusik för två instrument
2.1.1 Violinsonat (ungdomsverk, förlorat)

2.1.2 Duo concertante för 2 violiner (1822)

2.1.3 Cellosonat (duo för cello och piano) d-moll (1858)

2.1.4 Concertino för violin och piano (skriven för Kristina Nilsson) (1859)

2.1.5 Violinsonat (duo för violin och piano) D-dur (1857-60)

### 2.2 Kammarmusik för tre instrument
2.2.1 Trio för tre violiner (ungdomsverk, förlorat)

2.2.2 Pianotrio nr 0 C-dur (1845)

2.2.3 Pianotrio Ess-dur, fragment (1849)

2.2.4 Pianotrio nr 1 Ess-dur (1849)

2.2.5 Pianotrio C-dur, fragment (1850)

2.2.6 Pianotrio nr 2 f-moll (1851)

2.2.7 Pianotrio nr 3 d-moll (1851)

2.2.8 Pianotrio nr 4 C-dur (1853)

### 2.3 Kammarmusik för fyra instrument
2.3.1 Stråkkvartett B-dur (1818), förlorad

2.3.2 Stråkkvartett nr 1 i g-moll (1818)

2.3.3 Kvartett för piano och blåsare i Ess-dur (1819)

2.3.4 Stråkkvartett nr 2 i a-moll (1849)

2.3.5 Stråkkvartett nr 3 i Ess-dur (1849)

### 2.4 Kammarmusik för fem instrument
2.4.1 Pianokvintett A-dur, fragment (1850)

2.4.2 Pianokvintett nr 1 i c-moll (1850)

2.4.3 Pianokvintett nr 2 i A-dur, tillägnad Franz Liszt, (1856)

### 2.5 Kammarmusik för sju instrument
2.5.1 Septett i B-dur (1828)

## 3. Instrumentalmusik
3.1 Vals till minne af min Mor, piano (ca 1809)

3.2 Musikalisk Journal, piano (Andante – Allegretto, Echo, Tema och variationer, Polonaise bagatelle, Tema och variationer, Polonaise, Tempo di Marcia, Tema och variationer, March Triomphale, Rondeau-Bagatelle) (1818–20)

3.3 En landtlig bröllopsfest för 4-händigt orgel eller piano (1844)

3.4 Tre pianostycken (Romanza et scherzo, Presto feroce, Une plaisanterie) (1859–60)

3.5 Introduction et Marche triomphale, piano

3.6 Liten fyrstämmig fuga, piano

## 4. Vokalmusik

### 4.1 Körmusik
4.1.1 Kantat i anledning af högtidligheterna den 5 november 1821 (staty av Karl XIII avtäckes) (solo, kör, orkester) (1821)

4.1.2 Kantat vid H.K.H. Kronprinsessans ankomst till Sverige den 5 juni 1823 (2 sopraner, tenor, 2 basar, ork.) (1823)

4.1.3 Grande Serenade (tenor, liten ork.) (endast fragment) (1825)

4.1.4 Hymn: Gebet der Pilger um heiligen Gnade för manskör, blåsare och stråkar (före 1844)

4.1.5 Effecit Gaudium för 2 körer

4.1.6 Konung Karl XII:s Seger vid Narva för 4 tenorer och blåsork, text: Henrik Wilhelm Bredberg (1845)

4.1.7 Gustaf Adolf den Stores Seger och Död vid Lützen för solo, kör, blåsare och orgel. Text: Georg Gabriel Ingelman (1845)

4.1.8 Nordiska Fantasie-bilder för solo, kör, blåsare och orgel (1846)

4.1.9 Gustaf Vasas färd till Dalarne, text: Herman Sätherberg (1849)

4.1.10 Apoteose till firande av 300 årsminnet af Shakespeares födelse för solo, manskör och ork (1864)

4.1.11 Hymn och jubelsång för invigningen af industriutställningen i Stockholm den 15 juni 1866 (manskör o. blåsork.) (1866)

4.1.12 Harmonisering av koralerna 1-59 i Haeffners koralbok (1867-68)

### 4.2 Sånger
4.2.1 Drei Singlieder (1817)

4.2.1.1 Glöm ej dessa dar

4.2.1.2 Lebt wohl ihr Berge

4.2.1.3 A votre age

4.2.2 Åtta sånger i Musikalisk Journal (1818)

4.2.2.1 Jag minnes Dig text: Friedrich von Matthisson

4.2.2.2 Ma vie est une fleur sauvage

4.2.2.3 En parcourant les doux climats

4.2.2.4 Aftonrodnan, text: Georg Ingelgren

4.2.2.5 Vaggvisa ("Ute blåser sommarvind"), text: Samuel Johan Hedborn

4.2.2.6 Un jeune Troubadour

4.2.2.7 Mais, ne l'oublions pas

4.2.3 Sånger i Journal de Musique (1819)

4.2.3.1 Ah! Jeannot me délaisse

4.2.3.2 Le Regard

4.3.3.3 Je t'aimerai

4.2.4 Serenad, kantat för tenor och sex blåsinstrument, okänd textförfattare (1825)

4.2.5 Dröm, text: Ludwig Uhland (1833)

4.2.6 Blomman, text: Johan Ludvig Runeberg (1842)

4.2.7 Den 4 juli 1844. Konung Oscar. Text: Göran Ingelman (1844)

4.2.8 Svensk folksång ("Svenska folk i samdrägt sjung"), text: Herman Sätherberg (1844)

4.2.9 Des Mädchens Klage, Vid konung Oscars graf. text: Friedrich Schiller, musik samma som Blomman (1859) (version redan 1831/33?)

4.2.10 Östersjön, text: Oscar Fredrik, pseudonym för kung Oscar II, i vars diktcykel "Ur svenska flottans minnen" dikten ingår. (1859)

4.2.11 Eko från när och fjärran för sopran och obligat klarinett (1865)

## 5. Operor
5.1 Gustaf Wasa, (1828) (ofullbordad)

5.2 Leonida, (1929) (ofullbordad)

5.3 Der Verräther, (1830), text Moritz Gottlieb Saphir, manuskript finns inte kvar

5.4 Donna Isabella (1830), ofullbordad

5.5 Jag går i kloster, operett i 2 akter till libretto av tonsättaren. Urpremiär 2 december 1843 Stockholm, Kgl. Teatern (1842

5.6 Modehandlerskan, operett i 3 akter till libretto av tonsättaren (1842). Urpremiär 26 mars 1845 Stockholm, Kgl. Teatern

5.7 Ein ländliches Verlobungsfest in Schweden ("En lantligt bröllopsfest", 1847), operett i 1 akt, till libretto av Otto Prechtler. Urpremiär 26 januari 1847 Wien, Theater an der Wien (konsertant uruppförande)

5.8 Estrella di Soria, romantisk opera i 3 akter, text: Otto Prechtler (1841, rev. 1848) Urpremiär 9 april 1862 Stockholm, Kgl. Teatern (1841).

5.9 Slottet Lochleven, efter Walter Scott, 35 skissblad bevarade (1863?)

5.10 Drottningen av Golconda, opera i 3 akter, libretto av tonsättaren och Ludvig Josephson, efter Jean-Baptiste-Charles Vial och Edmond-Guillaume-François de Favière (1864). Urpremiär 3 april 1968 Stockholm, Kgl. Teatern

5.11 Cecilia, ofullbordad

5.12 Maria Stuart, ofullbordad